# Alexandre Gemignani
Alexandre Gemignani (São Paulo, 26 de junho de 1925 – 1998) foi um jogador de basquetebol brasileiro.
Integrou o selecionado que representou o país nas Olimpíadas de 1948, em Londres, e conquistou a medalha de bronze olímpica, a primeira em esportes coletivos para o Brasil.
Ainda pela seleção brasileira, foi vice-campeão sul-americano, em 1949, e disputou o campeonato mundial de 1950, marcando 28 pontos em 6 jogos e conquistando o quarto lugar.
Em sua carreira, Alexandre disputou 18 partidas oficiais pela seleção brasileira, nas quais marcou 38 pontos.